# West Green
West Green è un quartiere situato nell'area di North London, nel borgo londinese di Haringey, circa 9 chilometri a nord-est di Charing Cross. 
Quartiere residenziale dotato di due parchi pubblici, è noto fin dal Medioevo, seppure l'area fosse occupata solo da un piccolo villaggio fino al primo Ottocento. L'esplosione urbana che ne seguì fu causata dall'industrializzazione, tanto che nel 1890 il territorio era quasi completamente edificato.